# Caperonia cordata
Caperonia cordata är en törelväxtart som beskrevs av Augustin François César Prouvençal de Saint-Hilaire.
Caperonia cordata ingår i släktet Caperonia och familjen törelväxter. Inga underarter finns listade i Catalogue of Life.